# Ricardo Bofill
Ricardo Bofill Leví (Barcelona, 5 de diciembre de 1939-Barcelona, 14 de enero de 2022) fue un arquitecto posmodernista español.
En 1963, fundó un grupo formado por arquitectos, ingenieros, sociólogos y filósofos, sentando las bases para lo que hoy es el Ricardo Bofill Taller de Arquitectura, equipo internacional con más de cuarenta años de experiencia en diseño urbano, arquitectura, diseños de parques y jardines, y diseño de interiores. Con este equipo Bofill abordó proyectos de diversa naturaleza en diferentes partes del mundo, adaptándolos a las realidades culturales de cada lugar. En 1978 abrió un segundo despacho en París.
A lo largo de su carrera, Bofill recibió numerosos premios y reconocimientos, entre ellos la Cruz de San Jorge, que otorga la Generalidad de Cataluña, en 1973. En 1985 fue elegido miembro honorario del Instituto Americano de Arquitectos. Bofill fue doctor honoris causa por la Universidad de Metz, Francia (1995), y Officier de l’Ordre des Arts et des Lettres, del Ministerio de Cultura de Francia (1988). Fue miembro del jurado del Premio Internacional Cataluña.

## Vida
Ricardo Bofill Levi nació el 5 de diciembre de 1939 en Barcelona, hijo de Emilio Bofill y Benessat, un burgués nacionalista catalán, arquitecto y constructor, y de María Leví, una veneciana de origen judío. Su hermana Anna Bofill Levi es música y arquitecta. Es nieto del médico y bibliotecario José María Bofill y Pichot.
Estudió en la Escola Virtèlia y después en la Escuela Técnica Superior de Arquitectura de Barcelona, de donde fue expulsado el 1957 por sus actividades políticas. Prosiguió sus estudios en la Escuela de Arquitectura de Ginebra, Suiza.
En el ámbito sentimental, tuvo una primera relación con la actriz italiana Serena Vergano, con quien tuvo a su hijo Ricardo Emilio Bofill Maggiora-Vergano en 1965. De su relación con la artista francesa Annabelle d'Huart, nació su hijo Pablo Bofill D'Huart en 1980. Su última pareja reconocida fue Marta de Vilallonga, con quien Ricardo pasó sus últimos 32 años de vida.

## Ricardo Bofill Taller de Arquitectura
Ricardo Bofill Taller de Arquitectura es un estudio internacional de prestigio en el campo de la arquitectura, la planificación urbana y el diseño. Su oficina principal se encuentra en Barcelona y fue fundada en 1963 junto a músicos, poetas, arquitectos y fotógrafos, que buscaban cambiar la arquitectura, haciendo investigaciones y buscando alternativas de viviendas sociales. En el equipo inicial estaban su hermana Anna Bofill, Salvador Clotas, Ramón Collado, José Agustín Goytisolo, Joan Malagarriga, Manuel Núñez Yanowsky, Dolors Rocamora y la que por aquel entonces era su mujer, Serena Vergano.

### Organización
El equipo está dirigido por Ricardo Bofill y sus dos socios, Peter Hodgkinson y Jean-Pierre Carniaux. Actualmente cuenta con una plantilla de alrededor de sesenta personas de doce nacionalidades diferentes, incluyendo urbanistas, arquitectos, investigadores, diseñadores, maquetistas, diseñadores de interiores y de mobiliario y diseñadores gráficos, que trabajan en estrecha colaboración.

### Diseño urbano
La firma es responsable de destacados proyectos de diseño urbano, como la Place de l'Europe (Luxemburgo), Nova Karlin (Praga), Port Praski (Varsovia), Nueva Castellana (Madrid), nuevo frente marítimo de Tarragona, Nova Bocana (Barcelona), el primigenio proyecto de Puerto Triana (Sevilla), Arteria Central (Boston) y la remodelación de Kōbe en Japón. Antigone, en Montpellier, Francia (cuatro millones de metros cuadrados construidos) es todo un barrio que ha sido diseñado y construido por el Taller de Arquitectura durante veinte años.

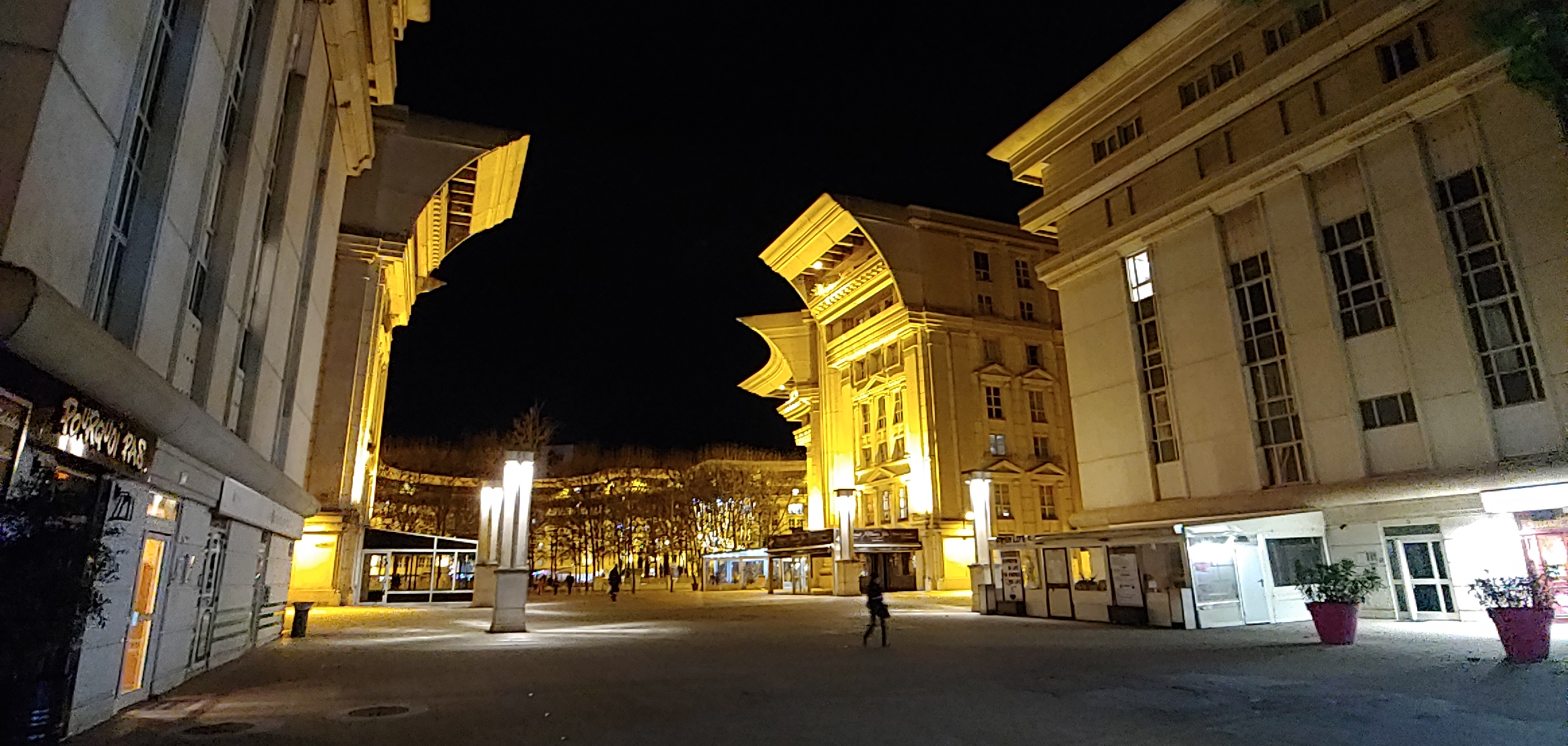
Barrio Antigone de noche, Montpellier, diciembre de 2021.

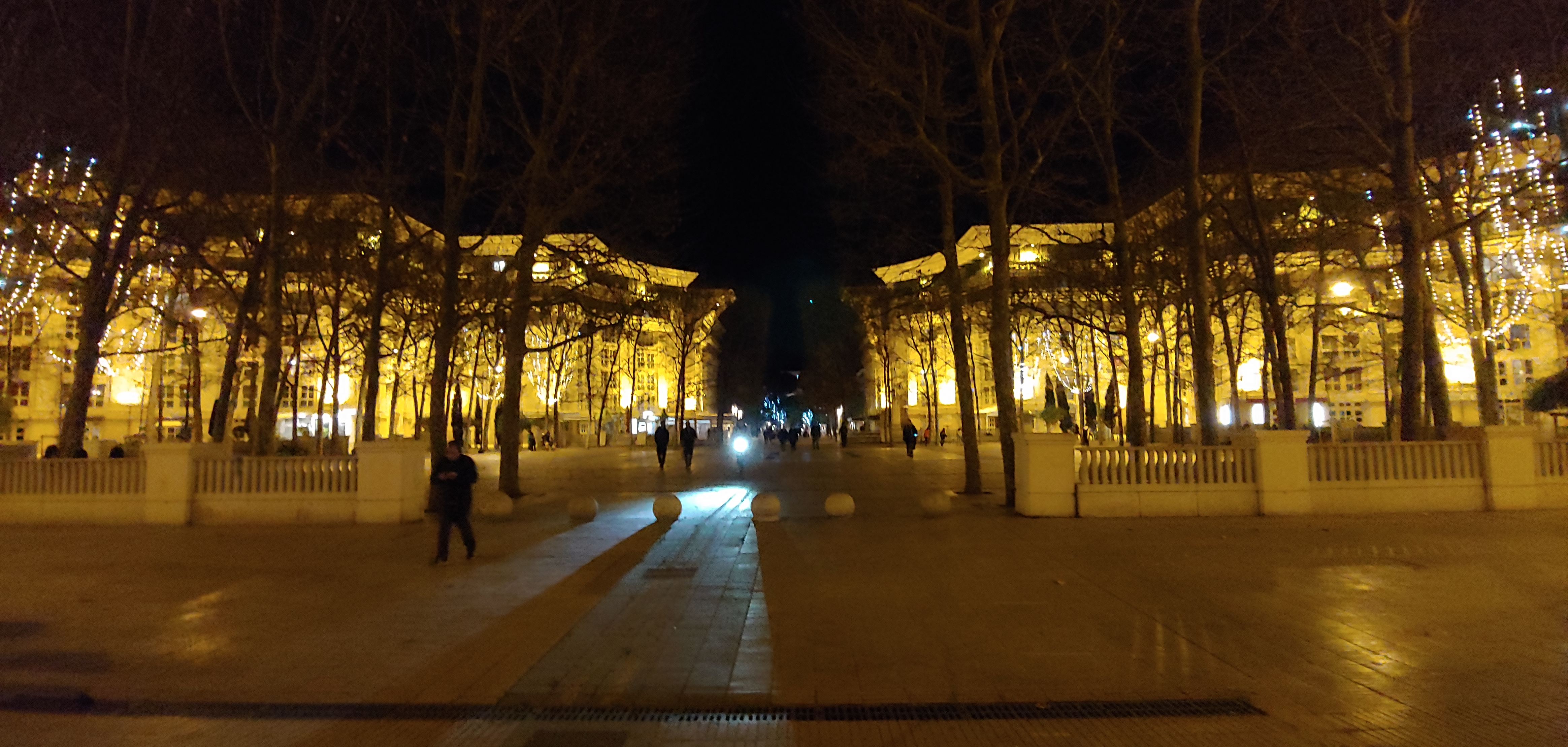
Barrio Antigone de noche, Montpellier, diciembre de 2021.

Estos proyectos se basan en la convicción que la ciudad debe estar formada por calles y plazas, en oposición al modelo adoptado en la construcción de bloques aislados separados por amplios espacios abiertos. El modelo resultante es el de una ciudad mediterránea sostenible, con espacios públicos bien definidos, y en el que sus habitantes tienen todos los servicios básicos a una distancia razonable de sus casas.

### Edificios públicos
En el ámbito de las grandes infraestructuras del transporte, el Taller de Arquitectura diseñó en 1991 la ampliación y la remodelación del Aeropuerto de Barcelona (ahora conocida como Terminal 2), así como su ampliación más reciente, la Terminal 1, terminada en 2010, que recibió el premio al Mejor Aeropuerto del Sur de Europa. Otros proyectos públicos destacados incluyen el Teatro Nacional de Cataluña en Barcelona, el Palacio de Congresos de Madrid, el Auditorio Arsenal en Metz (Francia), la Escuela de Música de Shepherd para la Universidad de Rice en Houston, la Villa Cultural del Prado en Valladolid, y el Centro de Convenciones y Exposiciones de La Coruña (España).

### Hoteles y centros comerciales
Hoteles de cinco estrellas diseñados por la firma incluyen el Shangri-la Hotel de Pekín(China), el Costes K en París (Francia), el Colombo’s Resort en Porto Santo (Portugal), y más recientemente el W Barcelona (España). El Taller de Arquitectura ha completado con éxito la construcción de centros comerciales como el Atrium Saldanha en Lisboa, Funchalcentrum (Portugal), y Lazona Kawasaki Plaza en Tokio (Japón).

### Proyectos residenciales

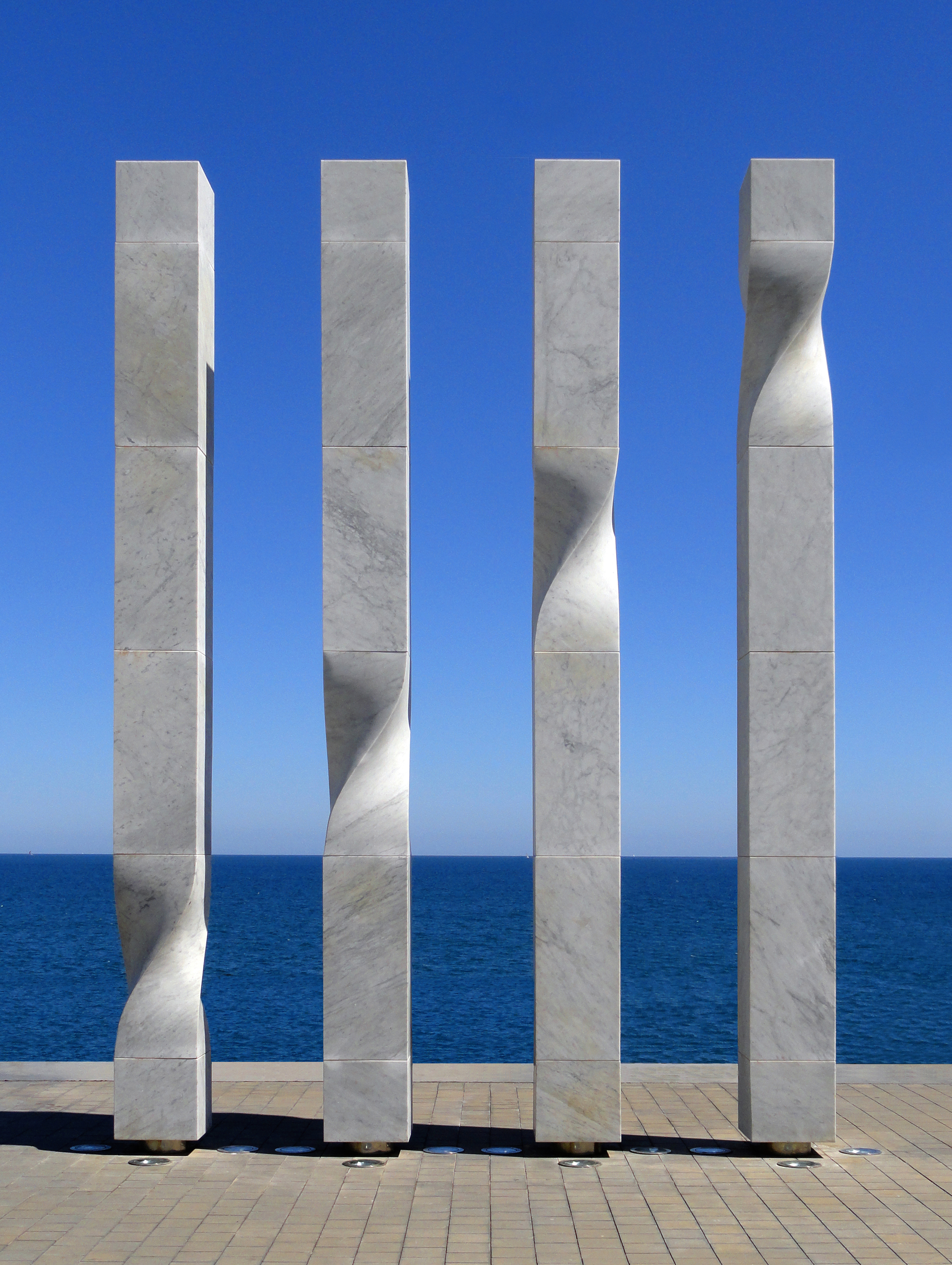
Las cuatro barras de la señera catalana (2009-2010), Hotel W Barcelona, plaza de la Rosa de los Vientos 1, Barcelona.

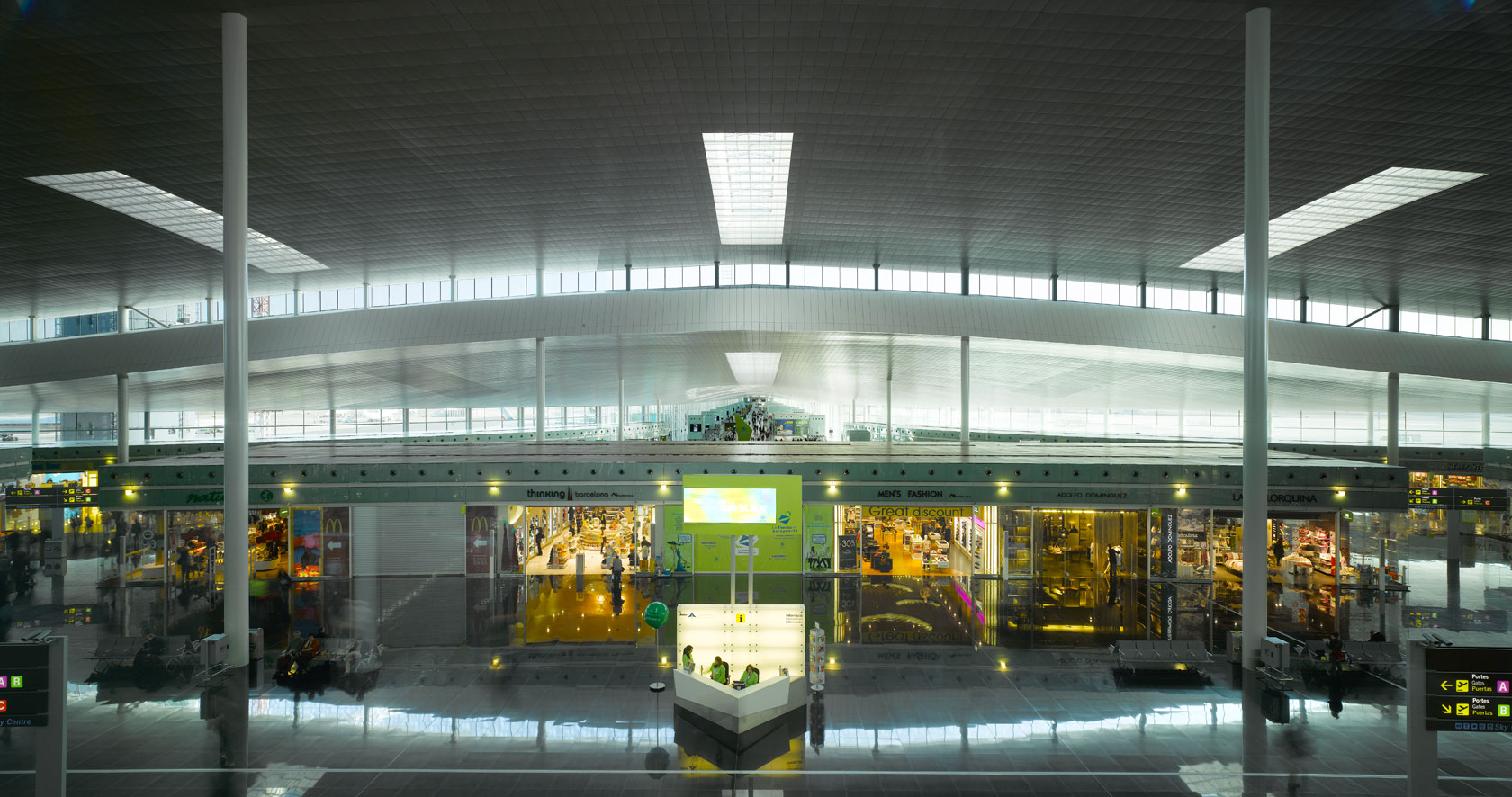
Aeropuerto de Barcelona T1.

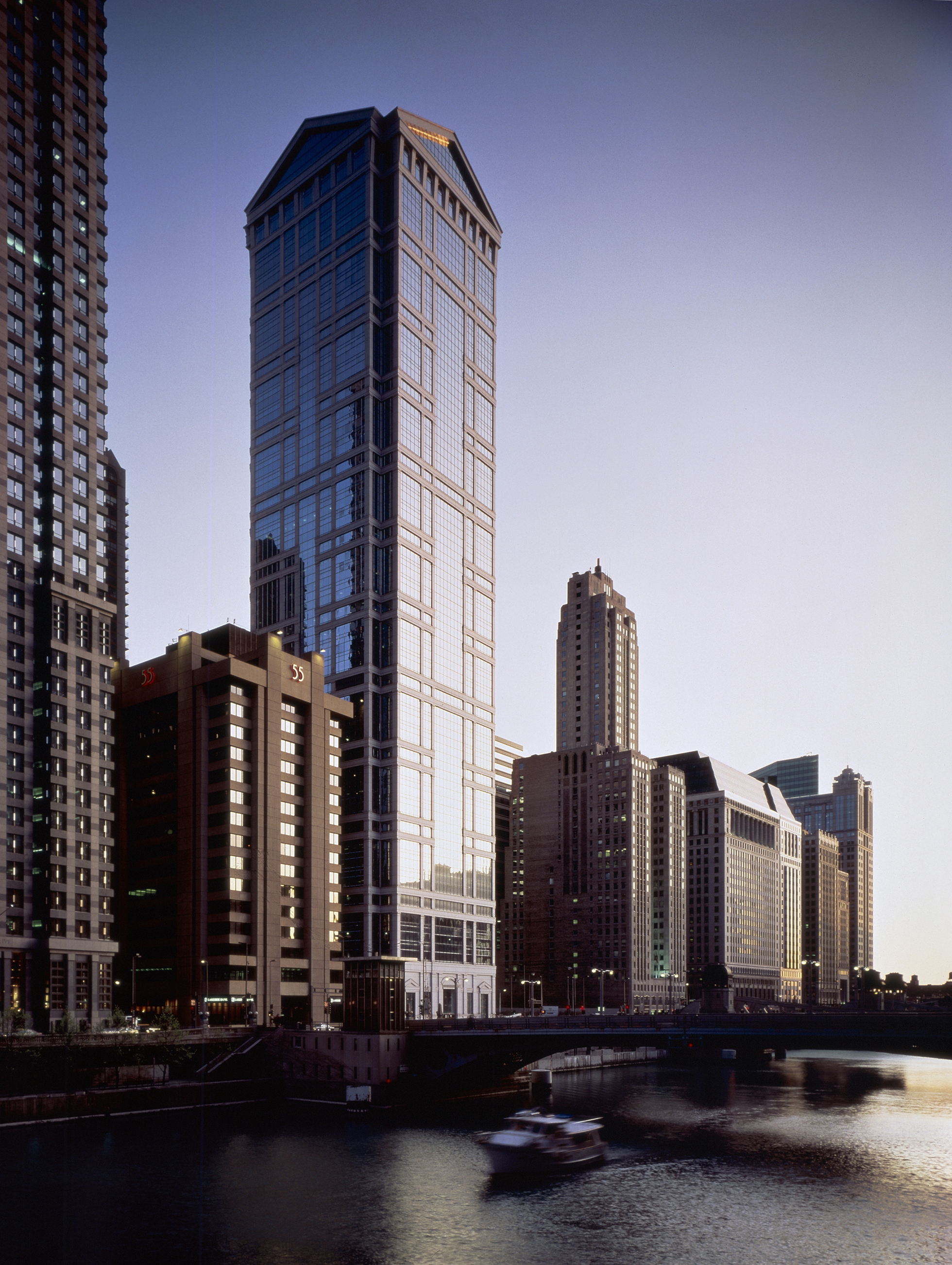
Sede de United Airlines and United Continental Holdings.

El Taller de Arquitectura destaca entre los estudios de arquitectura internacionales por haber desarrollado gran parte de su actividad en proyectos residenciales, incluyendo viviendas sociales. Ha diseñado más de 2000 unidades de vivienda en Francia, 1500 en España, 400 en Suecia, 350 en los Países Bajos, también en «Les Villes Nouvelles» en la región de París, como los Espaces d'Abraxas en Marne-la-Vallée, Les Arcades du Lac de Saint-Quentin-en-Yvelines, Le Belvedere St. Christophe en Cergy-Pontoise, Echelles du Baroque (Francia), Monchyplein en La Haya (Países Bajos) el proyecto Pa Soder, también conocido como Bagé Bofill, en Estocolmo (Suecia), y, más recientemente, los proyectos de uso mixto en Savona (Italia).
El estudio de elementos prefabricados de hormigón o de los moldes para encofrados in situ, motivados por la necesidad de obtener un gran número de formas diferentes a partir de la combinación de un número muy limitado de unidades, ha contribuido en la década de 1980 a que el Taller afirmara la validez de las formas clásicas y la geometría en la arquitectura contemporánea.

### Paisajismo
De las «ciudades jardín», a las grandes áreas urbanas verdes que se convierten en la espina dorsal de las ciudades, el Taller de Arquitectura ha creado más de cien diseños para parques que van de Puerto Rico a Pekín. Muchos proyectos de paisajismo diseñados por el Taller implican la presencia del río y del mar: el tramo de los jardines del Turia que dan al Palacio de la Música, construidos sobre el cauce del río Turia en Valencia, el diseño de las riberas del río Lez, en Montpellier, el parque del Manzanares en Madrid, el Parque de la Riouxa en Vigo, etcétera.

### Impacto urbano
Muchos de los proyectos del Taller se han convertido en puntos de referencia familiares y simbólicos en sus respectivas ubicaciones. Sin embargo en el momento de su creación se consideraron radicales, generando polémicas ocasionales.[cita requerida]

### Diseño de mobiliario
Aunque Ricardo Bofill es conocido principalmente por su trabajo en arquitectura y diseño urbano, también ha realizado contribuciones significativas al diseño de mobiliario. Sus diseños de muebles y accesorios para el hogar, como paragüeros, reflejan su enfoque arquitectónico y su atención al detalle. Bofill ha demostrado su habilidad para combinar funcionalidad y estética, y cómo ha sido capaz de trasladar su visión arquitectónica a objetos de menor escala, manteniendo su compromiso con la calidad y el diseño innovador.

### Lista parcial de proyectos
- 77 West Wacker Drive, Chicago, Estados Unidos, 1992
- Aeropuerto de Barcelona T2, Barcelona, España, 1988–1991
- Aeropuerto de Málaga-Costa del Sol T2, Málaga, España, 1991
- Antigone, Montpellier, Francia, 1978–2000
- Arsenal, Metz, Francia, 1985-1989
- Bofills båge, Estocolmo, Suecia, 1992
- Cartier (sede principal), París, Francia, 2003
- Casablanca Twin Center, Marruecos, 1999
- Centro Cultural Miguel Delibes, Valladolid, España, 2001
- Château Lafite Rothschild, Pauillac, Francia, 1986
- Citadel Center, Chicago, Estados Unidos, 2003
- Corso, Praga, República Checa, 2000
- Edificio Shiseido, Tokio, Japón, 2001
- Jardines de Turia, Valencia, España, 1988
- Les Colonnes Belvedere Saint Christophe, París, Francia, 1986
- Les Echelles du Baroque, París, Francia 1985
- Les Temples du Lac, París, Francia, 1986
- Muralla Roja, Calpe, España, 1973
- Palacio de Congresos de Madrid, España, 1993
- Santuario de Meritxell, Andorra, 1974
- Shepherd School of Music, Houston, Estados Unidos, 1988
- Teatro Nacional de Cataluña, Barcelona, España, 1997
- The Golden Number Plaza, Montpellier Francia, 1984
- Les Espaces d'Abraxas, París, Francia, 1982
- Torre Suecia, Madrid, España, 1993
- W Barcelona (u «Hotel Vela»), Barcelona, España, 2009
- Walden 7, San Justo Desvern, España, 1974
- Complejo residencial Weidert, Luxemburgo, 1999.

## Exposiciones
- «Ricardo Bofill Taller de Arquitectura, Projectos e edifícios». Museu Casa da Luz, Funchal, Madeira, Portugal, septiembre de 2001
- «Ricardo Bofill Taller de Arquitectura. Three Cities, Three Projects». Pristasvni Gallery, Praga, República Checa, julio-agosto de 2000
- «Le architetture dello spazio pubblico». Aeropuerto de Barcelona, Trienal de Milán, Italia, 1997-1999
- «Project for Bologna Central Station». Municipalidad de Bolonia, Italia, 1995
- «Ricardo Bofill Taller de Arquitectura». Cantón, China, 1993
- «Architecture & Sacred Space in Modernity». Bienal de Venecia, Italia, 1992-1993
- «Ricardo Bofill Taller de Arquitectura: Memory-Future, Recent Project». The Chicago Athaeneum, EE. UU, 1992
- «Barcelona: the City and the '92». Bienal de Venecia, Italia, 1992
- «Barcelona: la ciutat i el 92». IMPU, Depósito de Aguas, Barcelona, España, 1990
- «Urban Furniture, Rotterdamse Kunst Stichting». Róterdam, Holanda, 1989
- «Catalonian Art in New York (Design & Arts & Fashion)». Armory, Nueva York, EE. UU, 1990
- «R. B. Taller de Arquitectura». Musée d'Ixelles, Bruselas, Bélgica, 1989
- «R. B. Taller de Arquitectura». Stichting de Beurs Van Berlage, Ámsterdam, Holanda, 1989
- «La Coruña, El mar y la ciudad». Palacio Municipal de Exposiciones, Kiosco Alfonso, La Coruña, España, 1986
- «R. B. Taller de Arquitectura. The City, Classicism and Technology». Max Protetch Gallery, Nueva York, EE. UU, 1985
- «Ricardo Bofill and Leon Krier, Architecture, Urbanism and History». Nueva York, EE. UU, 1985[9][10]
- «Architecture espagnole (années 30-80)». Europalia '85, Bruselas, Bélgica, 1985
- «Domaine Clos Pegase Winery Competition». San Francisco, EE.&nbsp.UU., 1985
- «Spaanse Kunst 1984». Galería Nouvelles Images, La Haya, Holanda, 1984
- «Follies: Architecture for the Late XXth Century Landscape». J. Corcoran Gallery, Los Ángeles, Nueva York, EE. UU, 1984
- «Follies». Ministerio de Obras Públicas y Urbanismo, Madrid, España, 1984
- «Primera semana de vídeo y arquitectura». Ministerio de Obras Públicas y Urbanismo, Madrid, España, 1984
- «Arquitectura de tierra». Palau Lonja de Valencia, España, 1984
- «Les Places d'Europe-Histoire et Actualité d'un Espace Public». Centro Pompidou, París, Francia, 1984
- «Image et imaginaire de l'Architecture». Centro Pompidou, París, Francia, 1984
- «Architecture et industrie. Passé et avenir d'un mariage de raison». Centro Pompidou, París, Francia. 1984
- «Follies: Architecture for the Late XXth Century Landscape». Leo Castelli Gallery, Nueva York, EE. UU, 1983
- «El Jardí del Turia. Metamorfosi della cittá tra cultura e natura. Un esempio spagnolo». Palazzo Braschi, Roma, Italia. 1983
- «Modern Islamic Architecture». Bienal de 1982, Venecia, Italia, 1982
- «El Jardí del Turia», Palau Lonja, Valencia, España, 1982
- «The Presence of the Past, The International Architecture Exhibition from the Venice Biennale». Fort Mason Center, San Francisco, EE. UU, 1982
- «Présence de l'Histoire». Chapelle de la Salpêtrière, París, Francia, 1981
- «Projets Français 1971-1981 — La cité: histoire et technologie». Ecole Nationale Supérieure des Beaux Arts, París, Francia, 1981
- «Ricardo Bofill Taller de Arquitectura». Architectural Association, Londres, Reino Unido. 1981[11][12][13]
- «La Strada Novissima». Biennale de 1980, Venecia, Italia, 1980
- «Taller de Arquitectura». Centro de Arte y de Cultura, Buenos Aires, Argentina, 1976
- «Mostra di Architettura».  Bienal de 1976, Venecia, Italia, 1976
- «Les Halles». Hotel de la Ville, París, Francia, 1976
- «La ciudad en el espacio». Galería Mente 4, Madrid, España, 1969.

## Galería de imágenes

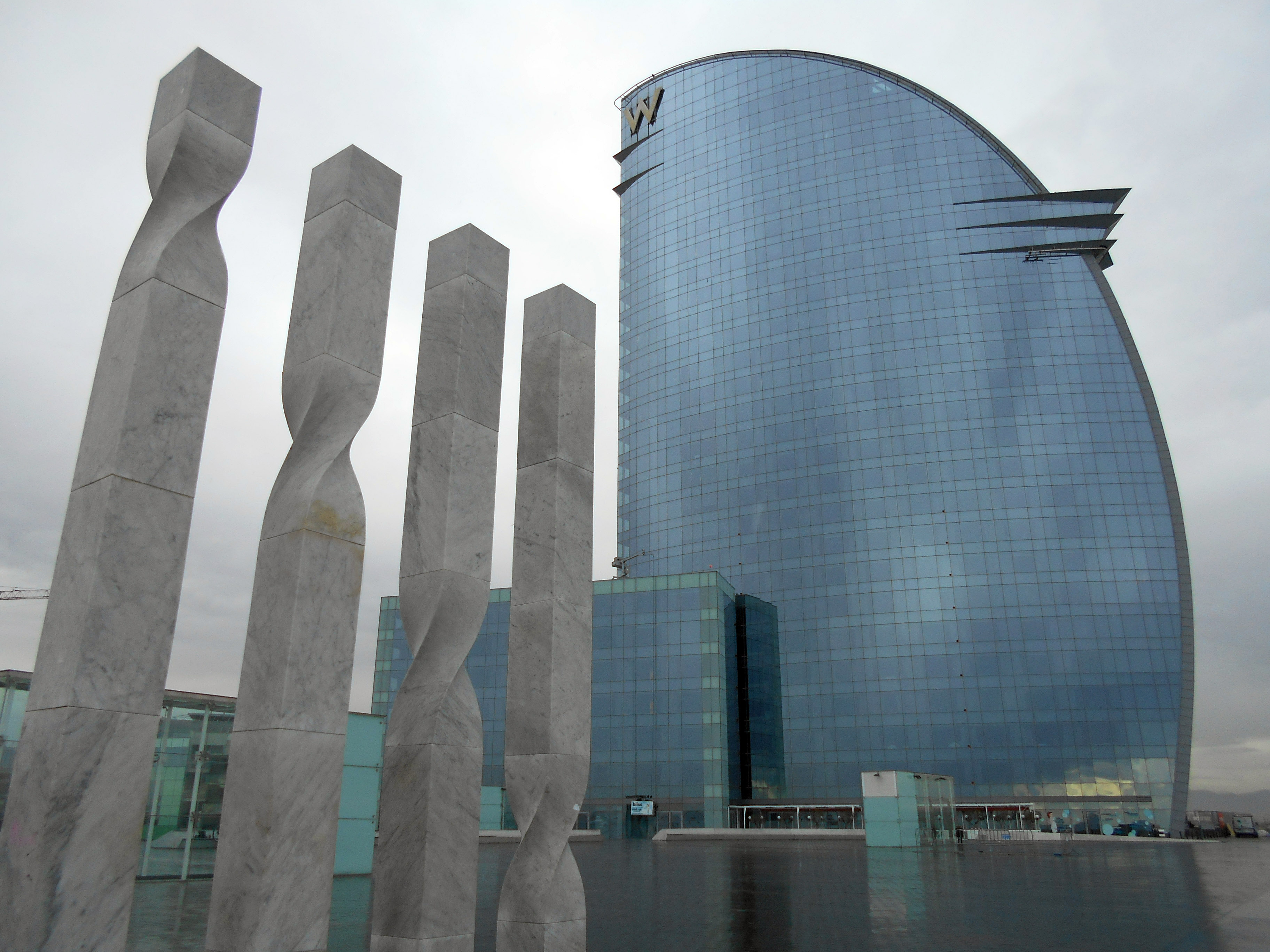
Hotel W Barcelona.
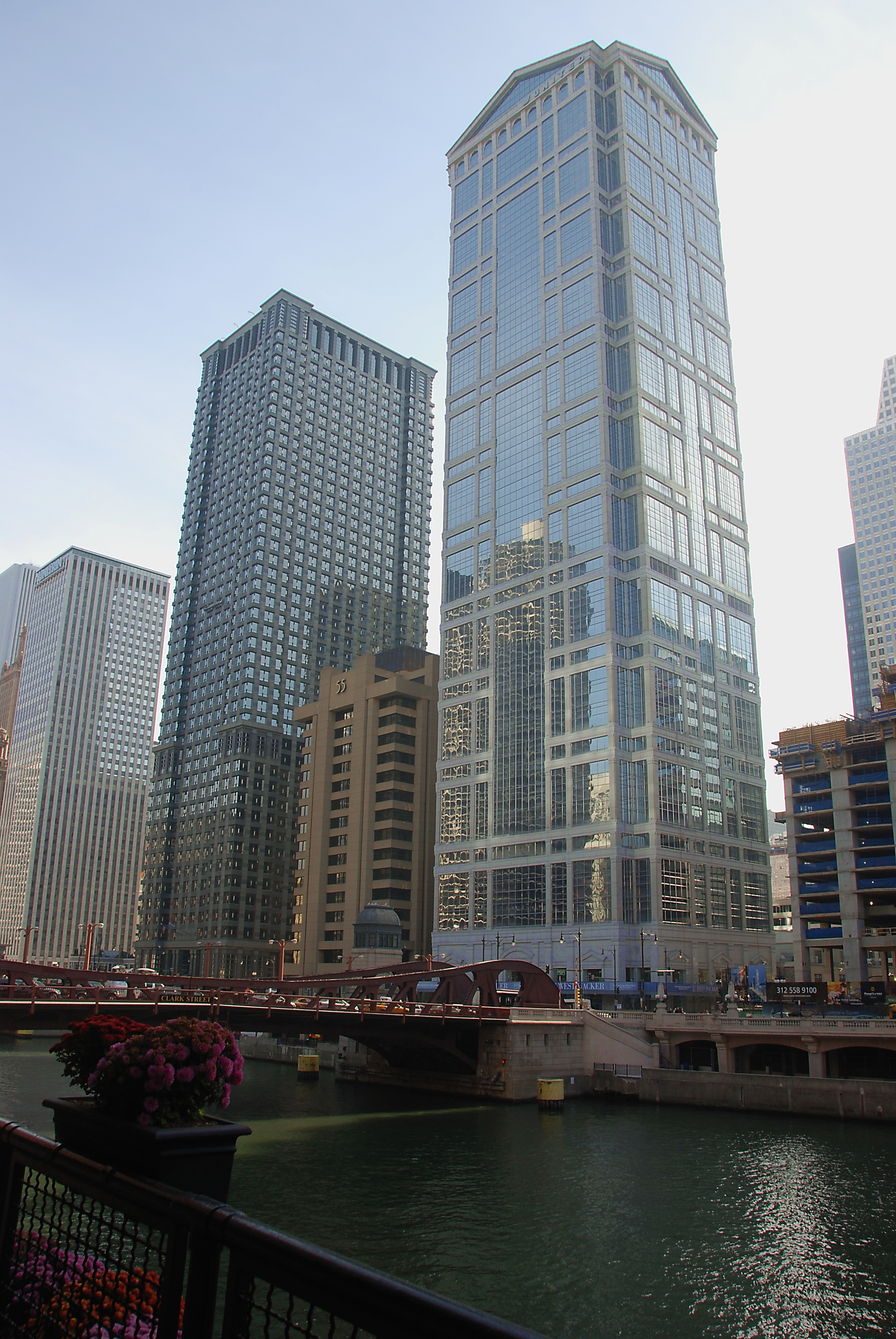
77 West Wacker Drive, Chicago, EE. UU.
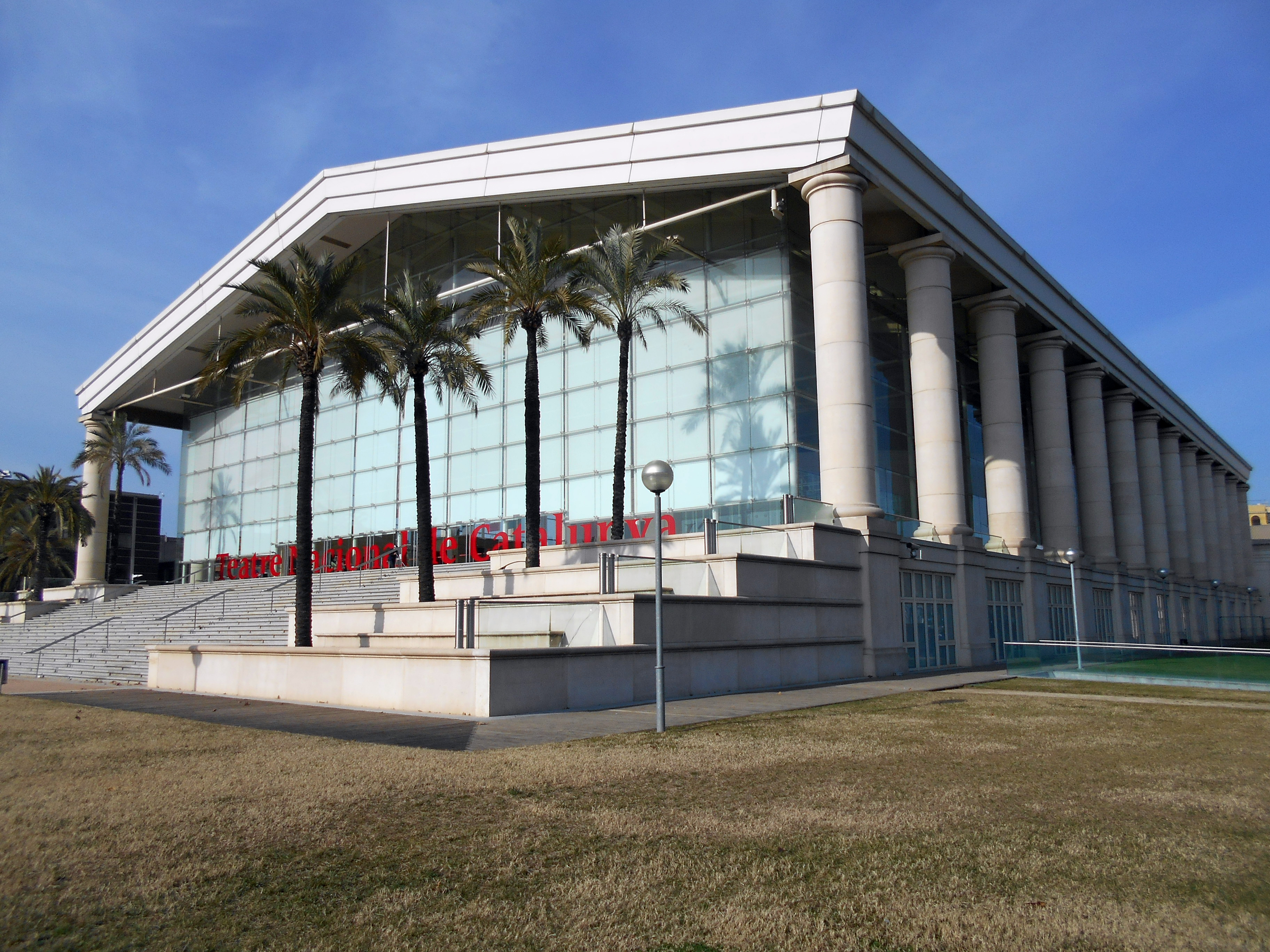
Teatro Nacional de Cataluña (1987-1997), Barcelona.
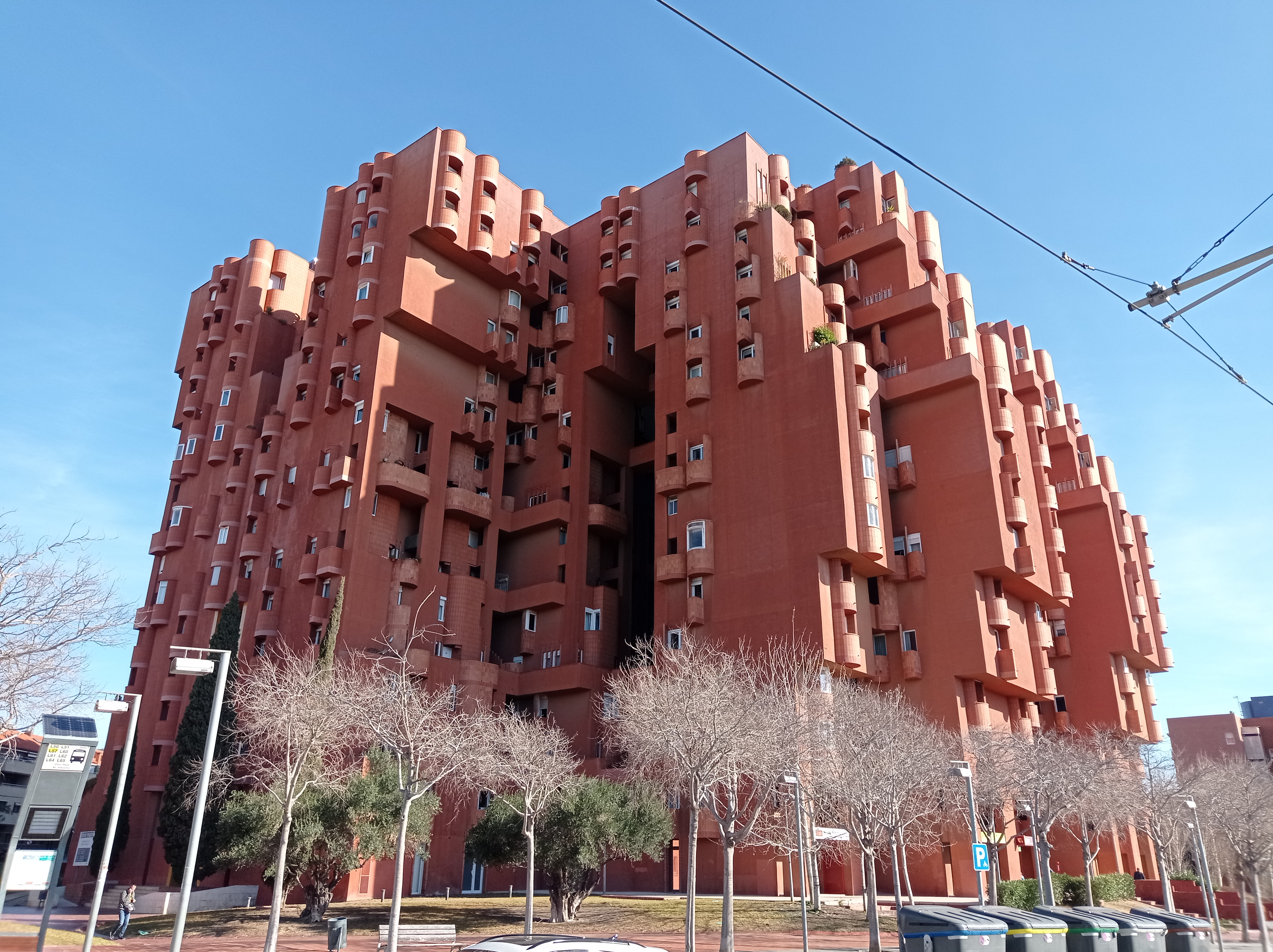
Walden 7, San Justo Desvern
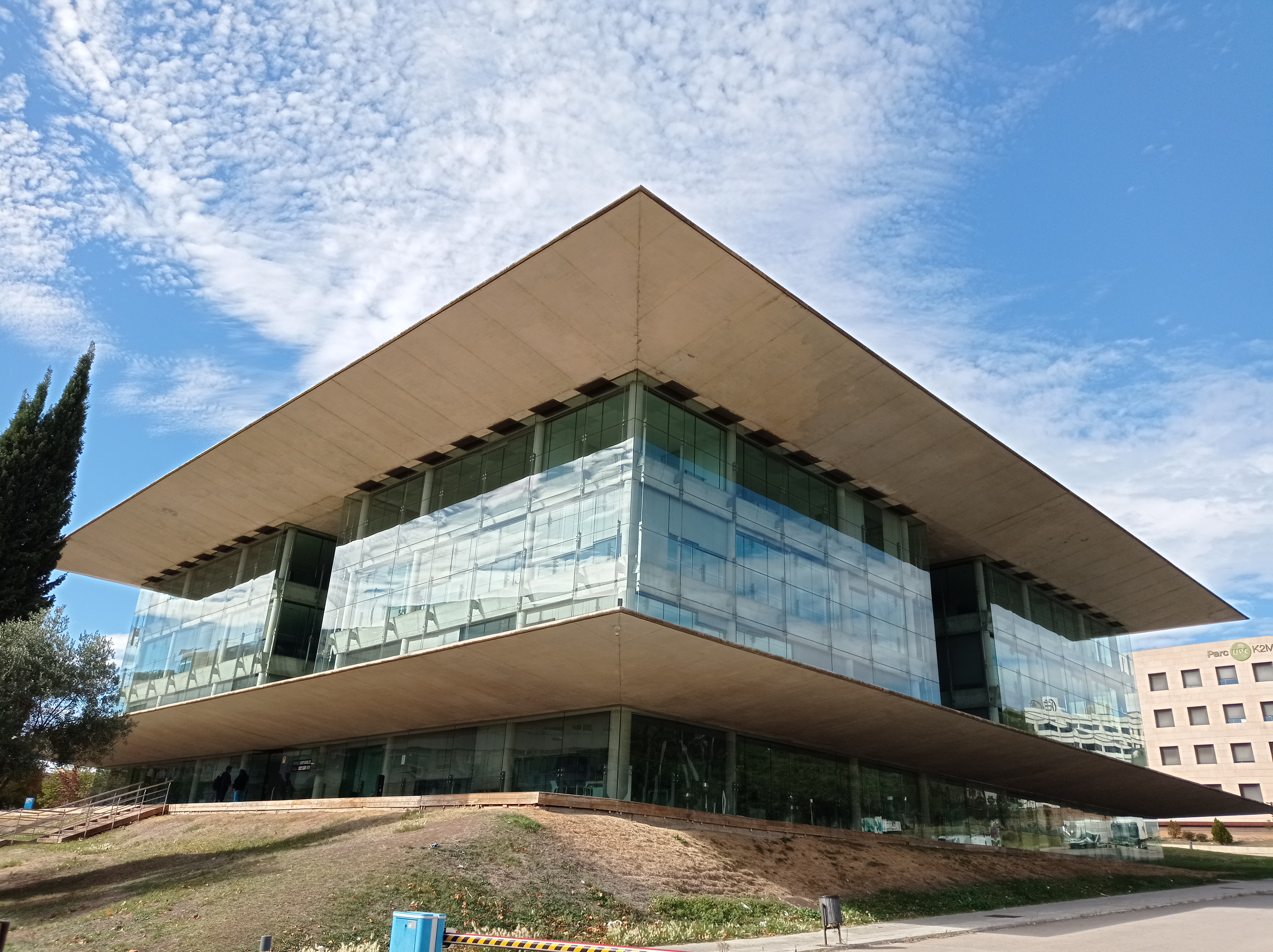
Nexus II, Barcelona

## Películas
Películas dirigidas y producidas por Ricardo Bofill

### Circles, 1968
- Información técnica
  - Color, 35 mm
  - Duración: 17 minutos
  - Director: Ricardo Bofill
  - Codirector: Carles Durán
  - Actores: Serena Vergano,[15] Salvador Clotas
  - Fotografía: Juan Amorós

Presentada en Festival de Tours, Francia, 1968

### Schizo,[16]1970
- Información técnica
  - Color, 35 mm
  - Duración: 60 minutos
  - Director: Ricardo Bofill
  - Codirector: Carles Durán, Manuel Núñez Yanowsky
  - Actores: Serena Vergano,[17] Modesto Bertrán
  - Fotografía: Juan Amorós[18]
  - Coreografía: Antonio Miralles

Presentada en la 48 Mostra Cinematografica Internazionale di Venezia, Sala Volpi, 1991.
Presentado por primera vez en un museo como parte de la exposición «Prácticas subversivas», este trabajo ha permanecido prácticamente desconocido, con pocas proyecciones públicas, durante casi cuarenta años. Su subtítulo original —«Un informe ficticio sobre la arquitectura del cerebro»— no sólo se refiere a las características de la metodología basada en el proceso de las prácticas conceptuales y el «arte de la información», sino que también indica el tipo de actividades llevadas a cabo por el Taller de Arquitectura. Esta plataforma multidisciplinar fue creada en 1960 por Ricardo Bofill. Entre sus colaboradores se incluían poetas como José Agustín Goytisolo, políticos como Salvador Clotas, artistas como Daniel Argimon y Joan Ponç, actrices como Serena Vergano, y, por último, los arquitectos, como Anna. Bofill, Peter H. Hodgkinson, Ramón Collado, Xavier Bagué, y Manuel Núñez Yanowsky. La película es un estudio de la relación entre arte y locura, y describe el horror de la condición humana, un mero instante entre la nada y la nada. La pieza es un documental experimental sobre la estructura de un cerebro, lo que refleja la inquietud de un artista y su visión distorsionada del mundo.